# 瓦勒索内特
瓦勒索内特（法語：Val-Sonnette，法語發音：[val sɔnɛt]）是法国汝拉省的一个市镇，位于该省西部偏南，属于隆斯勒索涅区。

## 地名
该地名“瓦勒索内特”（Val-Sonnette）由两部分组成：“瓦勒”（Val），法语意为“谷”；“索内特”（Sonnette），即索内特河，其为流经该地一条河流。

## 历史
瓦勒索内特成立于2017年1月1日，由以下4个市镇合并而成。
- 博诺
- 格吕斯（Grusse）
- 韦尔西亚（Vercia）
- 万塞勒（Vincelles）

其中万塞勒为政府驻地。

## 地理
瓦勒索内特（46°36'3"N, 5°28'47"E）面积19.33 平方千米，位于法国勃艮第-弗朗什-孔泰大區汝拉省，该省份为法国东部内陆省份，北起上索恩省，西北接科多尔省，西临索恩-卢瓦尔省，南至安省，东与杜省和瑞士接壤。
与瓦勒索内特接壤的市镇（或旧市镇、城区）包括：瑟桑塞、拉沙约斯、特勒纳勒、博福尔-奥尔巴尼亚、罗塔利耶。
瓦勒索内特的时区为UTC+01:00、UTC+02:00（夏令时）。

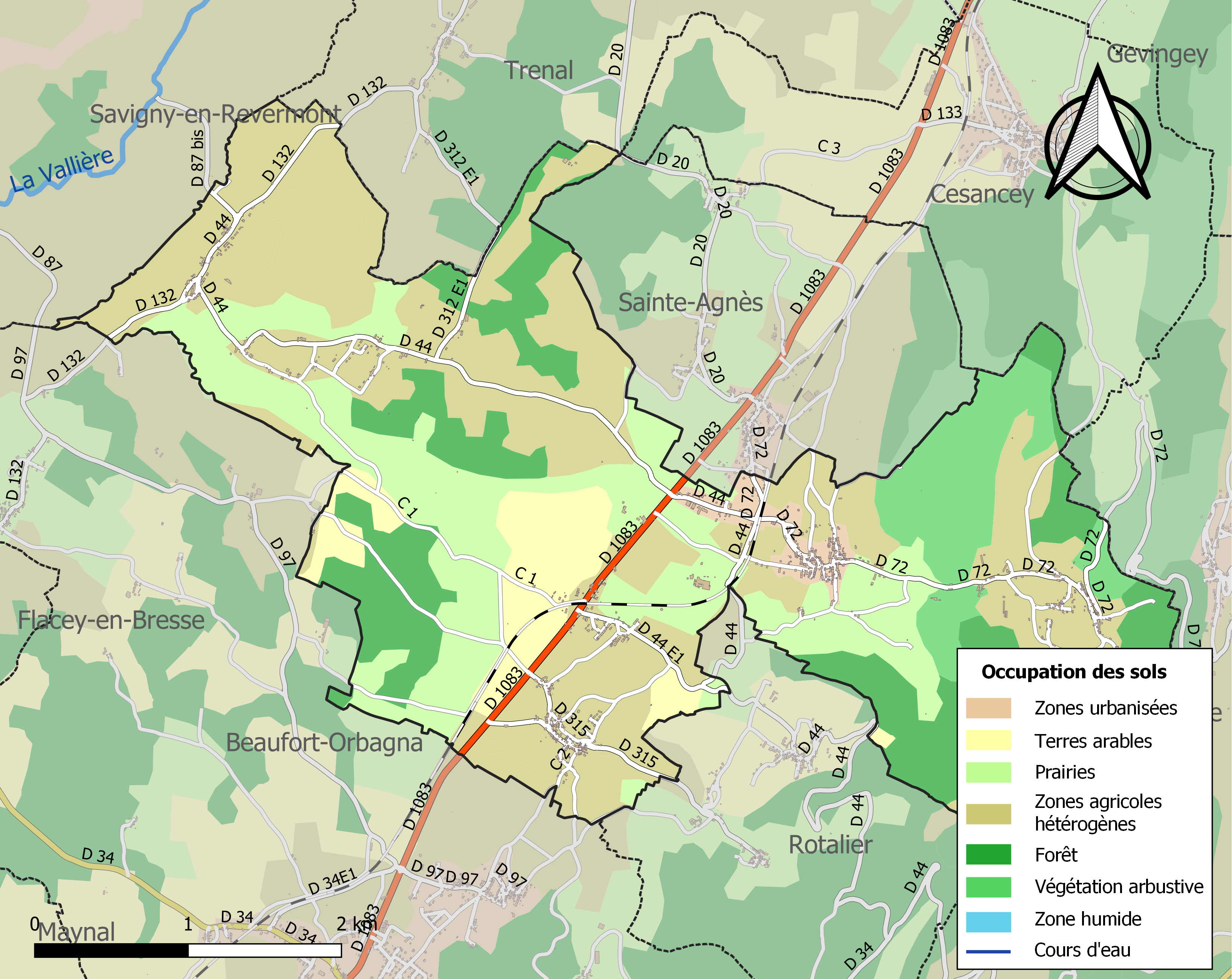
瓦勒索内特的OSM定位图

## 行政
瓦勒索内特的邮政编码为，INSEE市镇编码为39576。

## 政治
瓦勒索内特所属的省级选区为圣阿穆尔县。

## 人口
瓦勒索内特于2022年1月1日时的人口数量为1309人。